# Haris Bratanovic
Haris Bratanovic (Gante, Bélgica, 20 de abril de 2001) es un jugador de baloncesto belga. Juega de pívot y su actual equipo es el Filou Oostende de la Scooore League de Bélgica.

## Carrera deportiva
Bratanovic es un pívot formado en el Falco Gent, en el que destacó en la tercera división belga. Bratanovic destacó en 2017 con la selección sub-16 de su país, con la que ha promedió 13,2 puntos, 10,5 rebotes y 1,9 tapones por partido en el Europeo B de la categoría.
En 2018, disputó el Europeo B sub-18 donde lograría la medalla de bronce promediando 13,5 puntos por encuentro.
En verano de 2018, el pívot belga firma por el FC Barcelona, donde jugaría la temporada 2018-19 en el equipo filial de la Liga Leb Oro.
El 30 de abril de 2020, firma por el Filou Oostende de la Scooore League de Bélgica por cinco temporadas.

### Selección nacional
En septiembre de 2022 disputó con el combinado absoluto belga el EuroBasket 2022, finalizando en decimocuarta posición.